# Oumar Diakhité
Oumar Diakhité (* 9. Dezember 1993 in Kédougou) ist ein senegalesischer Fußballspieler, der für den dänischen Erstligisten Aalborg BK spielt.

## Karriere
Oumar Diakhité begann seine Karriere an der Montverde Academy in den USA und wurde dort mit seiner Mannschaft 2011/12 nationaler Meister. Im Anschluss wechselte er zum Orlando City Soccer Club. Dort bestritt er am 10. Juni 2013 sein erstes Profispiel beim 2:0-Sieg gegen Barracuda FC in der zweiten amerikanischen Liga. Von dort wechselte er 2013 in die erste portugiesische Liga zu SC Olhanense. Seinen ersten Einsatz verbuchte er am 2. Spieltag beim 1:0-Sieg gegen Pacos Ferreira. Am 21. September 2013 schoss er sein erstes Tor im Profibereich beim 1:1 gegen Gil Vicente. In seiner ersten Saison kam er auf 26 Ligaspiele.
Im Jahr 2015 wurde er leihweise an Estoril Praia abgegeben. Am 9. Mai 2016 gelang ihm sein erstes Tor für seinen neuen Klub im Spiel gegen den FC Arouca. Nach Ablauf der Leihe verpflichtete der Klub Diakhité fest. Im Jahr 2017 wurde er an den Kazma SC aus Kuwait verliehen. Im Jahr 2019 wechselte er nach Rumänien zum Erstligisten Sepsi OSK, kam dort jedoch nur auf 3 Ligaspiele. Zur Rückrunde wechselte er zurück nach Portugal zu Desportivo Aves und kam dort zu regelmäßigen Einsätzen. Im Sommer 2020 verließ Diakhité den Club. Im Januar 2021 verpflichtete Eintracht Braunschweig den vereinslosen Diakhité. Sein erstes Spiel für die Braunschweiger bestritt er am 23. Januar 2021 bei der 2:4-Niederlage gegen den Hamburger SV.
Zur Saison 2021/2022 wechselte Diakhité nach Sandhausen. Anfang August 2023 schloss er sich dem Zweitliga-Aufsteiger VfL Osnabrück an. Im Sommer 2024 verließ er die Bundesliga wurde er Teil des Kaders des Aalborg BK.